# Кравил (Манш)
Кравил (фр. Crasville) насеље је и општина у северној Француској у региону Доња Нормандија, у департману Манш која припада префектури Шербур-Октевил.
По подацима из 2011. године у општини је живело 254 становника, а густина насељености је износила 35,38 становника/km². Општина се простире на површини од 7,18 km². Налази се на средњој надморској висини од 49 метара.

## Демографија
| 1962. | 1968. | 1975. | 1982. | 1990. | 1999. | 2011. |
| ----- | ----- | ----- | ----- | ----- | ----- | ----- |
| 203   | 211   | 186   | 176   | 216   | 255   | 254   |

График промене броја становника у току последњих година